# Ункафов куп нација 1993.
Ункафов куп нација 1993. био је други по реду Ункафов Куп нација, првенство Централне Америке за фудбалске тимове мушких националних савеза. Организовао га Фудбалски савез Централне Америке (УНКАФ), а одржан је у Хондурасу од 5. до 9. маја 1993. године. Друго издање Централноамеричког фудбалског купа одржано је у граду Тегусигалпа, у Хондурасу, од 5. до 9. марта 1993. Претходно је Костарика лако победила Никарагву у нокаут рунди квалификација за турнир. Хондурас је, под техничком управом Уругвајца Естанислава Малиновског, по први пут постао шампион Ункаф купа, победивши у три утакмице и не примивши ниједан гол. Хондуранац Николас Суазо постао је најбољи стрелац турнира са 5 голова. Хондурас се квалификовао заједно са Костариком (други) и Панамом (трећи) за Златни куп Конкакаф 1993. одржан у јулу исте године.

## Прелиминарно коло
| Костарика | 6 : 0 | Никарагва |
| --------- | ----- | --------- |
|           |       |           |

| Никарагва | 0 : 2 | Костарика |
| --------- | ----- | --------- |
|           |       |           |

- Костарике се квалификовала за финалну фазу[1]

## Стадион
| Тегусигалпа | Тегусигалпа       |
| ----------- | ----------------- |
| Тегусигалпа | Каријас Андино    |
| Тегусигалпа | Капацитет: 35.000 |
| Тегусигалпа |                   |

## Финална групна фаза
Све утакмице су одигране у граду Тегусигалпа, Хондурас
| репрезентација | Ута | Поб | Нер | Изг | ГД | ГП | ГР | Бод |
| -------------- | --- | --- | --- | --- | -- | -- | -- | --- |
| Хондурас       | 3   | 3   | 0   | 0   | 7  | 0  | +7 | 6   |
| Костарика      | 3   | 2   | 0   | 1   | 3  | 2  | +1 | 4   |
| Панама         | 3   | 0   | 1   | 2   | 1  | 5  | -4 | 1   |
| Салвадор       | 3   | 0   | 1   | 2   | 1  | 5  | -4 | 1   |

| Костарика        | 1 : 0 | Салвадор |
| ---------------- | ----- | -------- |
| Роналд Гомез 67’ |       |          |

| Хондурас                                      | 2 : 0 | Панама |
| --------------------------------------------- | ----- | ------ |
| Хуан Франциско Кастро 11’ · Николас Суазо 82’ |       |        |

| Салвадор            | 1 : 1 | Панама     |
| ------------------- | ----- | ---------- |
| Раул Дијаз Арце 48’ |       | Ортега 83’ |

| Хондурас                                   | 2 : 0 | Костарика |
| ------------------------------------------ | ----- | --------- |
| Николас Суазо 53’ · Луис Енрике Каликс 56’ |       |           |

| Костарика                           | 2 : 0 | Панама |
| ----------------------------------- | ----- | ------ |
| Флојд Гатри 6’ · Роландо Фонска 21’ |       |        |

| Хондурас                    | 3 : 0 | Салвадор |
| --------------------------- | ----- | -------- |
| Николас Суазо 35’, 43’, 79’ |       |          |

## Достигнућа
| Најбољи играч | Победник Ункафовог купа нација 1993. Хондурас 1° титула | Најбољи стрелац Николас Суазо (5 голова) |

- Хондурас,  Костарика и  Панама су се квалификовале за Конкакафов златни куп 1993..

## Голгетери
5 голова
- Николас Суазо

3 гола
- Роналд Гомез

2 гола
- Хавијер Астуа
- Херман Родригез